# 佐迪·高美斯
佐迪·高美斯·加西亞-賓治（西班牙語：Jordi Gómez García-Penche，1985年5月24日—）是一名西班牙職業足球員，司職正中場，現時效力英冠球會威根。

## 生平
佐迪·高美斯在西班牙加泰罗尼亚巴塞罗那出生，於巴塞隆拿青年隊接受足球訓練，其後加入鄰會愛斯賓奴。2008年3月23日首次代表愛斯賓奴在職業聯賽上陣，以0-4負於梅西亞，其後再獲在西甲上陣兩次。
2008年6月6日佐迪·高美斯獲外借到英冠球會史雲斯一個球季，借用費為20萬英鎊，隊友（Albert Serrán）則正式加盟。9月23日在七年來首次舉行的「南威爾斯打吡」，佐迪·高美斯憑自由球射中對方改變方向入網，以1-0擊敗卡迪夫城取得勝利。佐迪·高美斯在整季為史雲斯在各項賽事合共上陣51場及射入14球。
在返回愛斯賓奴後不久，隨即被出售到由前史雲斯領隊西班牙同鄉罗伯托·马丁内斯執教的英超球會韋根，於2009年6月19日簽署三年合約，身價估計約值170萬英鎊。8月15日首次披甲作客2-0擊敗阿士東維拉；12月5日主場2-3負於伯明翰城射入加盟後首球。

## 榮譽
- PFA英冠年度最佳陣容：2008/09年；

## 外部連結
- 韋根官網簡歷
- BDFutbol profile（页面存档备份，存于）
- 足球数据库：佐迪·高美斯的球员统计数据